# Trampolin-Körperkoordinationstest
Der Trampolin-Körperkoordinationstest (TKT) ist ein motoskopisches Testverfahren nach Ernst J. Kiphard, bei dem die beiden Testleiter 33 verschiedene Merkmale bei der Testperson beobachten. Der Test dient zur Grobauswahl von motorischen Störungen und Hirnschäden.

## Testdurchführung
Die Testperson wird auf das Trampolin gebeten, um dort Fußsprünge durchzuführen. Nach mehrmaligem Springen soll jeweils eine Vierteldrehung gesprungen werden.
Dabei haben die Testleiter die Möglichkeit, die Testperson während der Ausführung von allen Seiten zu betrachten. Durch die zyklischen Bewegungen lassen sich wiederkehrende Auffälligkeiten feststellen. Insbesondere die Flugphase nach dem Absprung ist von Interesse, da hier Unsicherheiten in Haltung und Koordination besonders auffällig werden. Diese „Lupenwirkung“ des Trampolins ergibt sich dadurch, dass der Springer seine „Eigendynamik“ auf die „Fremddynamik“ des Trampolins ausrichten muss. Leidet die Testperson unter einer Hirnfunktionsstörung gelingt ihr dies nicht oder nur unzureichend. Das Trampolin sollte den Kindern als Gerät in der Benutzung unbekannt sein, um so die Anpassungssituation herauszufordern.
Es handelt sich beim TKT in erster Linie um ein Screeningverfahren zur Grobauslese koordinativer Auffälligkeiten, so dass keine unmittelbaren diagnostischen Konsequenzen aus dem TKT gezogen werden können. Bei auffälligem Ergebnis sollten sich weitere Tests und eventuell neurologische bzw. medizinische Untersuchungen anschließen.
Nach dem ersten Durchgang darf das Kind noch einmal so springen wie es möchte. Durch diesen Retest wird auch die Objektivität gesteigert.

## Kritik
Es handelt sich um ein sehr ökonomisches Verfahren, die Testdauer beträgt pro Kind inklusive Retest etwa 2 bis 4 Minuten, benötigt wird lediglich ein Trampolin. Wegen einiger schwerer Unfälle, die allerdings im hochkarätigen Leistungssport passierten, dürfen Trampoline in verschiedenen Bundesländern nur durch Übungsleiter mit speziellem Trampolinschein oder gar nicht verwendet werden. In nur wenigen Grundschulen befindet sich heute noch ein Trampolin, deswegen wird der Test heute nicht mehr häufig durchgeführt.